# Lotteriparadoxen
Lotteriparadoxen är en paradox som uppstår när man funderar över ett 1000-lotters lotteri som har en enda vinnande lott. Om så mycket är känt om lotteriet är det rationellt att acceptera att en lott kommer att vinna. Anta att en händelse är mycket sannolik att inträffa om dess sannolikhet överstiger 0.99. På dessa grunder antas det vara rationellt att acceptera att lott 1 i lotteriet inte kommer att vara den vinnande lotten. Eftersom lotteriet är rättvist är det också rationellt att acceptera att inte heller lott 2 kommer att vara den vinnande lotten. I själva verket är det rationellt att anta om varje enskild lott att den inte kommer att vara den vinnande lotten. Detta ställer emellertid till problem; om vi accepterar att lott 1 inte är den vinnande lotten, accepterar att lott 2 inte är den vinnande lotten, ..., accepterar att lott 1000 inte är den vinnande lotten innebär det att det är rationellt att acceptera att ingen lott kommer att vara den vinnande. Detta innebär i sin tur att det är rationellt att acceptera de två motsägande teserna "någon lott kommer att vara den vinnande" och "ingen lott kommer att vara den vinnande".
Lotteriparadoxen utformades för att illustrera att tre attraktiva principer rörande rationellt accepterande leder till motsägelser, nämligen att
- Det är rationellt att acceptera en tes som är mycket sannolik,

- Det är irrationellt att acceptera en tes som man vet är inkonsekvent, och

- Om det är rationellt att acceptera en tes A och det är rationellt att acceptera en annan tes A', är det rationellt att acceptera att A & A',

är gemensamt inkonsekventa.
Paradoxen publicerades första gången 1961 av Henry E. Kyburg, Jr. i hans artikel Probability and the Logic of Rational Belief.